# Syriskt pund
Syriskt pund eller Syriskt Lira  (LS - Al-līra as-sūriyya) är den valuta som används i Syrien i Asien. Valutakoden är SYP. 1 Pound / Lira = 100 qurūsch / piaster (singularform qirsch).
Valutan infördes 1919 och det tidigare egyptiska pundet som infördes efter första världskriget och i sin tur ersatte den osmanska liran.
Befolkningen i Syrien kallar valutan för Syrisk Lira.
På sedlarna finns för närvarande före detta president Bashar al-Assad avbildad. Detta kommer att försvinna efter att han störtats från makten.

## Användning
Valutan ges ut av Syriens centralbank som grundades 1956 och har huvudkontoret i Damaskus.

## Valörer
- mynt: 1, 2, 5, 10 och 25 Pound / Lira
- underenhet: används ej, tidigare qurūsch
- sedlar: LS 50, LS 100, LS 200, LS 500, LS 1000, LS 2000 och LS 5000